# Marian Wróbel
Pour les articles homonymes, voir Wróbel.
Marian Wróbel est un compositeur de problèmes d'échecs (un problémiste) polonais né le 1er janvier 1907 à Lviv dans l'Empire russe et mort le 25 avril 1960 à Varsovie. Il est l'auteur de plus d'un millier de problèmes d'échecs dans des genres variés dont 44 sont repris dans les Albums FIDE.
Il reçut le titre de juge international pour la composition échiquéenne en 1956. La Fédération internationale lui décerna le titre de maître international pour la composition échiquéenne à titre posthume en 2015.